# عقرب‌ماهی برگی
عقرب‌ماهی برگی (نام علمی: Taenianotus triacanthus) نام یک گونه از تیره عقرب‌ماهیان است.